# Laguna de Hule
La laguna de Hule, también conocida como Laguna Hule, es un lago de origen volcánico (maar) ubicado en el cantón de Río Cuarto en la provincia de Alajuela en Costa Rica.
Recibe su nombre por la relativa abundancia en la zona de árboles de caucho o hule (Castilla elastica).

## Ubicación
La Laguna de Hule forma parte del Refugio Nacional de Vida Silvestre Bosque Alegre, creado el 15 de febrero de 1994, siendo una de sus mayores atracciones turísticas. 
Está ubicada en Los Ángeles Sur de Río Cuarto, en la Provincia de Alajuela, 2 km al suroeste del poblado de San Miguel de Sarapiquí.

## Geomorfología

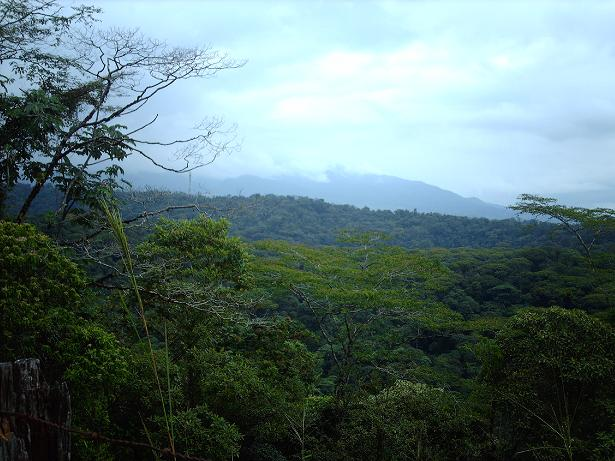
Panorámica del relieve cercano a la Laguna

La Laguna de Hule es parte de un complejo geológico que integran tres lagunas separadas por un cerro de origen volcánico de baja altitud: las lagunas Hule, Congo y Bosque Alegre, de las cuales Hule es la principal y la más grande.
Ocupa un antiguo cráter de forma semi ovalada de tipo maar, el cual  presenta su pared norte colapsada por la actividad volcánica. 
Se estima que su formación se dio hace unos 6 200 años, luego de que una erupción volcánica hundiera la caldera y ésta fuera inundada paulatinamente de agua. 
La zona está atravesada por un sistema de fallas geológicas que definen la tectónica de su abrupto relieve.

## Aspectos físicos

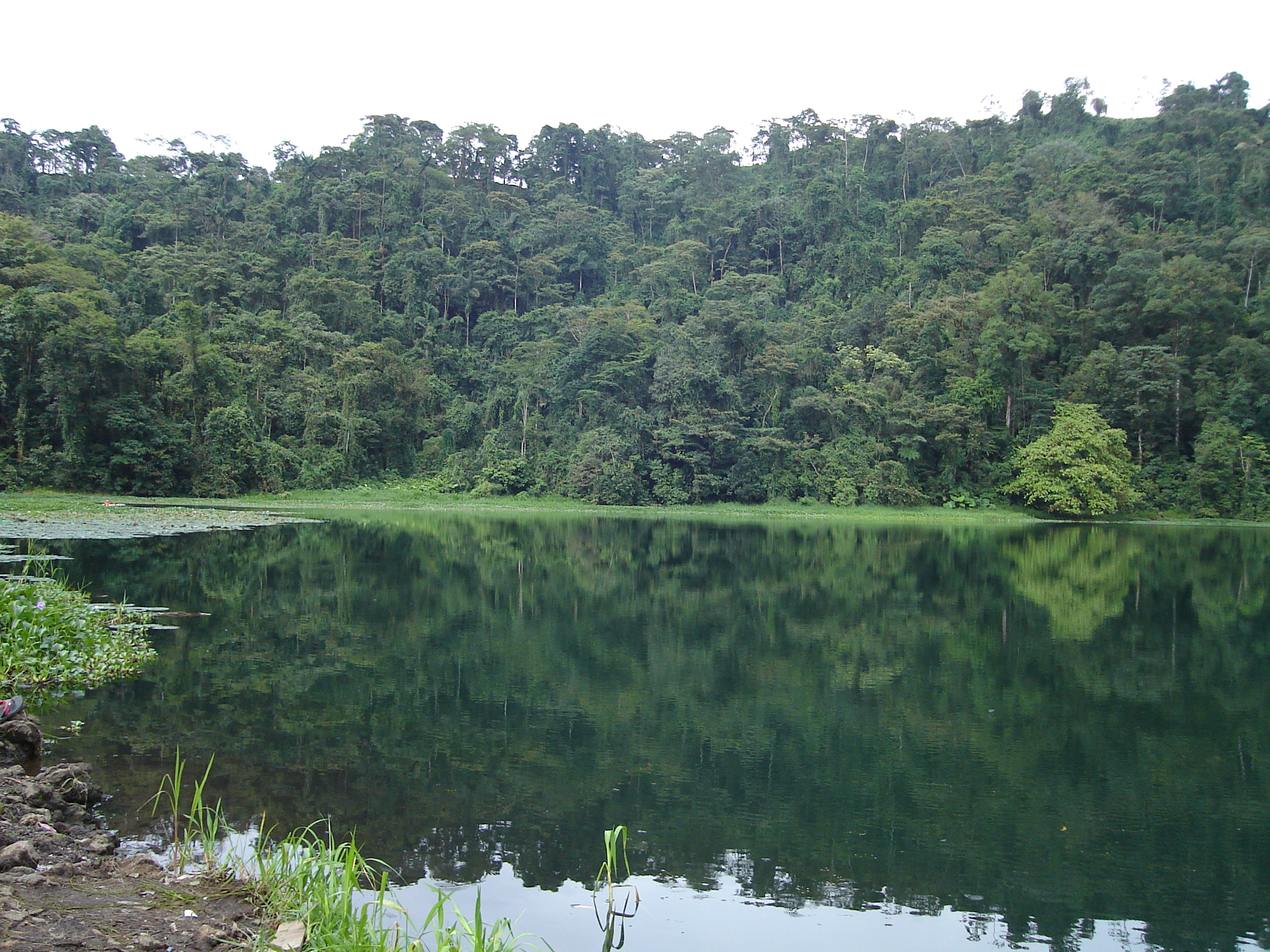

Su altitud es de 400 m.s.n.m. y está en medio de un bosque tropical húmedo.
Tiene una superficie de 40 ha (0.4 km²), con una mínima variación anual del nivel medio del agua. Está alimentada por aportes de mantos freáticos superficiales, ríos y precipitaciones pluviales.
Posee una profundidad máxima de aproximadamente 75 m, siendo la laguna natural más profunda de Costa Rica.